# Drzewołaz jaskrawoudy
Drzewołaz jaskrawoudy (Allobates femoralis) – gatunek płaza bezogonowego z rodziny Aromobatidae.

## Występowanie
Gatunek ten występuje w północnej połowie Ameryki Południowej i jest szeroko rozprzestrzeniony. Można go spotkać w następujących państwach: Boliwia, Brazylia, Kolumbia, Ekwador, Gujana Francuska, Gujana, Peru, Surinam i Wenezuela.
Zamieszkuje dno tropikalnych wilgotnych lasów nizinnych. Występuje zarówno w lasach pierwotnych, jak i wtórnych, także na obrzeżach lasów i polanach. Zazwyczaj występuje do wysokości 300 m n.p.m., ale w Kolumbii i Ekwadorze do 1000 m n.p.m.

## Rozród
Samica składa jaja na ściółce z liści, a wyklute kijanki przenoszone są przez oboje rodziców na swych grzbietach do tymczasowych zbiorników wodnych, gdzie kontynuują swój rozwój i przeobrażają się.